# Вольта (область)
Вольта (англ. Volta) - одна з 10-ти областей республіки Гана, розташовується на схід від озера Вольта, раніше відносилася до Тоголенду. Площа - 20 572 км². Адміністративний центр - місто Хо.

## Демографія
Населення — 1878316 осіб (2009).
- Еве (68 %).
- Акан (9 %)
- Ґурма (8 %)
- Адангме

## Райони
Область Вольта складається з 15 районів:
- Адаклу-Аньїґбе (Adaklu-Anyigbe)
- Акаці (Akatsi)
- Хо муніципальний район (Ho Municipal District)
- Хохое (Hohoe)
- Джасікан (Jasikan)
- Каджебі (Kadjebi)
- Кета (Keta)
- Кету (Ketu)
- Кпандо (Kpando)
- Крачі (Krachi)
- Східний Крачі (Krachi East)
- Нкванта (Nkwanta)
- Північне Тонґу (North Tongu)
- Південний Дайї (South Dayi)
- Південне Тонґу (South Tongu)